# Zeta Corvi
Désignations
Zeta Corvi (ζ Corvi / ζ Crv) est une étoile Be de la constellation du Corbeau, visible à l’œil nu avec une magnitude apparente de 5,21. Elle présente une parallaxe annuelle de 7,85 ± 0,22 mas mesurée par le satellite Hipparcos, ce qui permet d'en déduire qu'elle est distante de 420 ± 10 a.l. (∼ 129 pc) de la Terre. L'étoile se rapproche du système solaire avec une vitesse radiale de −6 km/s.

## Propriétés
Zeta Corvi est une étoile bleu-blanc de la séquence principale de type spectral B8V. Il s'agit d'une étoile Be, c'est-à-dire que son spectre présente des raies spectrales en émission de l'hydrogène, indicatives de la présence d'un disque circumstellaire en rotation autour d'elle.
L'étoile est environ 3,4 fois plus massive que le Soleil et son rayon est 4,6 fois plus grand que celui du Soleil. Elle est 200 fois plus lumineuse que l'étoile du système solaire et sa température de surface est de 11 561 K. Elle tourne très rapidement sur elle-même, à une vitesse de rotation projetée de 259 km/s.

## HR 4691
Zeta Corvi est séparée de 7 secondes d'arc de l'étoile HR 4691. Les deux étoiles pourraient être soit une double optique, soit un véritable système stellaire ; si cette dernière configuration est vraie, alors les deux étoiles sont séparées par au moins 50 000 ua et il leur faudrait environ 3,5 millions d'années pour compléter une orbite l'une autour de l'autre. HR 4691 est elle-même double, comprenant une étoile géante jaune-orangée vieillissante de type spectral K0 ou G3, et une étoile de type F de la séquence principale.
Dans le catalogue d'étoiles doubles de Washington, Zeta Corvi et HR 4691 sont notées comme formant une véritable étoile binaire, sur la base de l'étude de leur mouvement propre, tandis que Eggleton et Tokovinin (2008) indiquent Zeta Corvi comme une étoile solitaire.